# 柳井重人
柳井 重人（やない しげと、）は、日本の園芸学者・造園学者。千葉大学大学院園芸学研究院　園芸環境科学講座教授（2021年より）。
博士（農学）。日本造園学会会長のほか、環境情報科学センター常務理事（学術委員長）・同理事（行事委員長）、日本都市計画学会・会長アドバイザリー会議委員等を担当。東京都北区環境審議会 委員他。
学術活動を推進する一方で地方自治体の緑の基本計画、環境基本計画、都市マスタープランなどの策定専門委員や、都市公園の計画・整備から管理運営や指定管理、緑地の評価等に係わる専門委員を多く歴任。また民間や市民活動における緑のまちづくりに参加などのほか、民有の緑地の保全・緑化推進や住民・企業・行政のパートナーシップに基づく緑とオープンスペースの再生・活用、緑環境の市民活動へのアドバイザーや市民講座への講師等もつとめる。こうした活動を通して、持続可能な社会地域の形成や暮らしの改善・向上に寄与したランドスケープ・マネジメントの理論を考究しつつ、実践的活動を展開。
専門は、環境農学/ランドスケープ科学/造園学のうち、緑地環境学、環境造園学、緑地環境管理学。
山口県岩国市出身。
1988年、千葉大学園芸学部環境緑地学科卒業。1990年、千葉大学大学院園芸学研究科環境緑地学専攻修士課程修了。
1992年から千葉大学園芸学部に勤務。1994年から、千葉大学園芸学部 助手。
1997年、博士(農学)の学位取得(千葉大学)。
1998年4月から1998年9月まで、千葉大学 大学院 自然科学研究科 助手。
1998年10月から2003年6月まで、千葉大学 大学院 自然科学研究科 専任講師。
2003年7月から2007年3月まで、千葉大学 大学院 自然科学研究科 助教授。
2007年から、千葉大学 大学院・園芸学研究科 准教授。同年、『環境都市計画事典』で、環境情報科学センター 環境情報科学センター 特別賞。
2014年、柏市 市政功労者表彰 (市政施行60周年記念)。
2015年、 (一財)公園財団 公園・夢プラン大賞2014 実現させた夢部門 最優秀賞（公園の魅力を発信「ユルリラの編集-21世紀の森と広場-）。
2016年3月、東京都北区 区政功労者表彰 (自治振興功労)。
2016年6月、国土交通省 第27回「みどりの愛護」功労者 国土交通大臣表彰。
2016年から、（一財）公園財団, 都市公園等管理運営事業自己点検評価委員会 専門委員および評議員 。
2018年から、（一社）日本公園緑地協会「公園緑地」編集委員会 副委員長。（一財）日本緑化センター 緑化優良工場等選考委員会 委員。環境情報科学センター 常務理事。（一財）日本造園修景協会 千葉県支部 副支部長。
2018年4月、松戸市 自治功労表彰 (市政施行75周年記念) 。
2021年度から、千葉大学 大学院 園芸学研究院 教授就任。
2021年から、東京都 公園審議会 副会長。 (公財)都市緑化機構 「緑の都市賞」審査委員。 (公財)都市緑化機構 SEGES (社会・環境貢献緑地評価システム) 評価・認定委員会 委員。
2022年から、墨田区 公園マスタープラン改定検討委員会 委員。江東区 都市計画マスタープラン2022推進会議 委員
。

## 著書
（いずれも共著）
- 「造園実務必携」（2018、編集委員会編）朝倉書店
- 「ランドスケープ計画・設計論」（2012、島田正文と編著）技報堂出版
- 「まちづくり用語事典」（2007、矢島隆編著）山海堂
- 「環境都市計画事典」（2005、丸田頼一編）朝倉書店
- 「海辺の環境学」（2004、小野佐和子・宇野求・古谷勝則編）東京大学出版会
- 「沿岸域環境事典」（2004、日本沿岸域学会編）共立出版
- 「建築設計資料集成・物品」（2003、日本建築学会編）丸善
- 「緑の環境設計」（2002、「緑の環境設計」編集委員会編）エヌジーティー
- 「音の環境と制御技術－第Ⅱ巻応用技術－」（1999、時田保夫監修）フジ・テクノシステム
- 「ランドスケープ大系第１巻ランドスケープの展開」（1996、日本造園学会編）技報堂出版
- 「緑と環境のはなし」（1994、「緑と環境のはなし」編集委員会編）技報堂出版
- 「リゾート開発計画論－地域形成とリゾートコンプレックス－」（1989、丸田頼一編）ソフトサイエンス社